# Furnias
Furnias es un barrio ubicado en el municipio de Las Marías en el estado libre asociado de Puerto Rico. En el Censo de 2010 tenía una población de 1474 habitantes y una densidad poblacional de 179,19 personas por km².

## Geografía
Furnias se encuentra ubicado en las coordenadas 18°14′53″N 67°0′45″O / 18.24806, -67.01250. Según la Oficina del Censo de los Estados Unidos, Furnias tiene una superficie total de 8.23 km², que corresponden a tierra firme.

## Demografía
Según el censo de 2010, había 1474 personas residiendo en Furnias. La densidad de población era de 179,19 hab./km². De los 1474 habitantes, Furnias estaba compuesto por el 84.67% blancos, el 5.36% eran afroamericanos, el 0.75% eran amerindios, el 7.6% eran de otras razas y el 1.63% pertenecían a dos o más razas. Del total de la población el 99.59% eran hispanos o latinos de cualquier raza.